# Kazimiera Wódz
Kazimiera Maria Wódz (ur. 1950) – polska psycholog i socjolog, specjalistka w dziedzinie pomocy społecznej i pracy socjalnej, doktor habilitowany, profesor Uniwersytetu Śląskiego.

## Życiorys
W 1973 ukończyła studia na Uniwersytecie Jagiellońskiem. Od 1993 jest kierownikiem Studium Pracy Socjalnej Instytutu Socjologii Uniwersytetu Śląskiego. Na uczelni tej inicjowała programy nauczania pracy socjalnej, jak również studia podyplomowe z tej dziedziny oraz z pomocy społecznej. Od 1993 do 1996 była członkinią Komisji Programowej dla zawodu pracownika socjalnego przy Ministrze Pracy i Polityki Socjalnej. Pozostawała również członkinią rady redakcyjnej serii wydawniczej Biblioteka Pracownika Socjalnego, rady programowej serii wydawniczej Problemy Pracy Socjalnej (do dziś) oraz recenzentką w European Journal of Social Work. Od 1997 do 2010 była uczestniczką prac Centralnej Komisji ds. Stopni Specjalizacji w zawodzie pracownika socjalnego. Jest też członkinią rady programowej Kolegium Pracowników Służb Społecznych w Czeladzi. W latach 2008–2014 była przewodniczącą Sekcji Pracy Socjalnej w Polskim Towarzystwie Socjologicznym. 
Do jej głównych zainteresowań naukowych należą: teoria i metodyka pracy socjalnej, organizowanie środowiska lokalnego, rewitalizacja zaniedbanych części miejscowości, aktywizacja społeczności zagrożonych wykluczeniem, profesjonalizacja służb społecznych, dialog społeczny, partycypacja obywatelska, lokalne programy polityki społecznej, świadomość regionalna, świadomość ekologiczna, jakość życia, ubóstwo miejskie, podklasa społeczna oraz przekształcenia strukturalne w regionach przemysłowych. Jest autorką jednej z polskich definicji pracy socjalnej.